# إدواردو بوستوس مونتويا
إدواردو بوستوس مونتويا (بالإسبانية: Eduardo Bustos Montoya) (3 أكتوبر 1976 في روساريو في الأرجنتين – )؛ هو لاعب كرة قدم سابق كان يلعب كمهاجم.

## وصلات خارجية
- إدواردو بوستوس مونتويا على موقع رابطة كرة القدم اليابانية للمحترفين (اليابانية)
- إدواردو بوستوس مونتويا على موقع قاعدة بيانات كرة القدم.إي يو (الإنجليزية)
- إدواردو بوستوس مونتويا على موقع Soccerway.com (الإنجليزية)
- إدواردو بوستوس مونتويا على موقع عالم كرة القدم.نت (الإنجليزية)